# Demografia de São Tomé i Príncipe
La Demografia de São Tomé i Príncipe fa referència a les característiques demogràfiques de la població de São Tomé i Príncipe, incloent densitat de població, ètnies, nivell d'educació, salut de la població, situació econòmica, les afiliacions religioses i altres aspectes de la població.
De la població total de São Tomé i Príncipe, aproximadament 131.000 viuen a São Tomé i 6.000 s Príncipe. Tots són descendents dels diversos grups ètnics que han emigrat a les illes des de 1485. Hi ha sis grups identificables:
- Lusoafricans, o d'ascendència mixta, descendents de colons portuguesos i esclaus africans portats a les illes furant els primers anys de la colonització de Benín, Gabon, la República del Congo, el República Democràtica del Congo i Angola (també són coneguts com a filhos da terra);
- Angolars, afirmen ser descendents d'esclaus angolesos que van sobreviure al naufragi de 1540 i ara viuen de la pesca;
- Forros, descendents d'esclaus alliberats quan es va abolir l'esclavitud;
- Serviçais treballadors contractats d'Angola, Moçambic i Cap Verd, que viuen temporalment a les illes;
- Tongas, descendents dels servents nascuts a les illes; i
- Europeus, principalment portuguesos.
- Asiàtics, majoritàriament xinesos minoria, incloent macaenses d'ascendència mixta portuguesa i xinesa de Macao.

Encara que un país petit, São Tomé i Príncipe té quatre idiomes nacionals: portuguès (idioma oficial, parlat pel 95% de la població), i el criolls portuguesos forro (85%), angolar (3%) i principense (0,1%). El francès també s'aprèn a les escoles, ja que el país és membre de Francofonia.
En la dècada de 1970, hi va haver dos moviments d'èxode de població significativa de la majoria dels 4.000 residents portuguesos i l'afluència de diversos centenars de refugiats santomesos a Angola. Els illencs han estat absorbits en gran manera en una cultura comuna lusoafricana. Gairebé tots pertanyen a l'Església Catòlica Romana, a l'Església Evangèlica o són adventistes del setè dia esglésies, que mantenen estrets vincles amb les esglésies a Portugal. Hi ha una petita però creixent població musulmana.

## Població

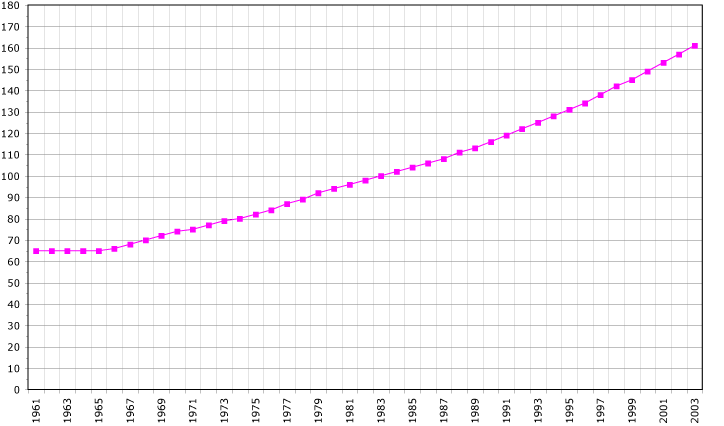
Població de São Tomé i Príncipe entre 1961 i 2003.

Segons les revisions de World Population Prospects per a 2010 la població total era de 165.000 el 2010, en comparació amb només 60.000 el 1950. La proporció de nens menors de 15 anys el 2010 era del 40,3%, el 55,8% estava entre els 15 i els 65 anys, mentre que el 3,9% tenia 65 anys o més.
|      | Població total | Població entre 0–14 (%) | Població entre 15–64 (%) | Població 65+ (%) |
| ---- | -------------- | ----------------------- | ------------------------ | ---------------- |
| 1950 | 60,000         | 32.9                    | 63.1                     | 4.0              |
| 1955 | 59,000         | 32.9                    | 63.1                     | 4.0              |
| 1960 | 64,000         | 32.9                    | 63.2                     | 4.0              |
| 1965 | 65,000         | 41.1                    | 56.3                     | 2.6              |
| 1970 | 74,000         | 46.7                    | 48.4                     | 4.9              |
| 1975 | 82,000         | 47.0                    | 49.1                     | 3.9              |
| 1980 | 95,000         | 46.6                    | 48.6                     | 4.8              |
| 1985 | 104,000        | 46.6                    | 48.8                     | 4.7              |
| 1990 | 116,000        | 46.6                    | 49.0                     | 4.4              |
| 1995 | 128,000        | 44.8                    | 50.8                     | 4.4              |
| 2000 | 141,000        | 42.6                    | 53.1                     | 4.3              |
| 2005 | 153,000        | 41.6                    | 54.0                     | 4.4              |
| 2010 | 165,000        | 40.3                    | 55.8                     | 3.9              |

### Estructura de la població[2]
Estructura de la població (Estimació 01.07.2006) :
| Grup d'edat | Homes  | Dones  | Total   | %     |
| ----------- | ------ | ------ | ------- | ----- |
| Total       | 74 876 | 77 036 | 151 912 | 100   |
| 0-4         | 12 001 | 11 675 | 23 675  | 15,58 |
| 5-9         | 10 268 | 10 156 | 20 424  | 13,44 |
| 10-14       | 9 447  | 9 051  | 18 498  | 12,18 |
| 15-19       | 8 979  | 8 637  | 17 615  | 11,60 |
| 20-24       | 8 053  | 8 109  | 16 162  | 10,64 |
| 25-29       | 6 336  | 6 688  | 13 024  | 8,57  |
| 30-34       | 4 290  | 4 628  | 8 918   | 5,87  |
| 35-39       | 3 322  | 3 770  | 7 091   | 4,67  |
| 40-44       | 2 796  | 3 410  | 6 206   | 4,09  |
| 45-49       | 2 363  | 2 820  | 5 183   | 3,41  |
| 50-54       | 1 799  | 2 026  | 3 825   | 2,52  |
| 55-59       | 1 322  | 1 514  | 2 836   | 1,87  |
| 60-64       | 998    | 1 157  | 2 154   | 1,42  |
| 65-69       | 1 093  | 1 239  | 2 332   | 1,54  |
| 70-74       | 801    | 867    | 1 668   | 1,10  |
| 75-79       | 527    | 625    | 1 152   | 0,76  |
| 80+         | 483    | 663    | 1 147   | 0,76  |

| Grup d'edat | Homes  | Dones  | Total  | Percentatge |
| ----------- | ------ | ------ | ------ | ----------- |
| 0-14        | 31 716 | 30 882 | 62 598 | 41,21       |
| 15-64       | 40 256 | 42 760 | 83 016 | 54,65       |
| 65+         | 2 904  | 3 394  | 6 298  | 4,15        |

Estructura de la població (DHS 2008-2009) (Homes 6 517, Dones 6 945 = 13 462) :
| Grup d'edat | Homes (%) | Dones (%) | Total (%) |
| ----------- | --------- | --------- | --------- |
| 0-4         | 16,1      | 15,0      | 15,6      |
| 5-9         | 15,2      | 14,0      | 14,6      |
| 10-14       | 14,9      | 12,6      | 13,7      |
| 15-19       | 11,2      | 9,7       | 10,5      |
| 20-24       | 7,6       | 7,9       | 7,8       |
| 25-29       | 6,0       | 7,6       | 6,8       |
| 30-34       | 5,8       | 6,6       | 6,2       |
| 35-39       | 4,6       | 4,4       | 4,5       |
| 40-44       | 3,9       | 4,8       | 4,4       |
| 45-49       | 3,2       | 3,6       | 3,4       |
| 50-54       | 2,5       | 3,7       | 3,1       |
| 55-59       | 1,8       | 2,1       | 2,0       |
| 60-64       | 1,8       | 1,6       | 1,7       |
| 65-69       | 1,8       | 1,6       | 1,7       |
| 70-74       | 1,7       | 1,6       | 1,6       |
| 75-79       | 1,0       | 1,5       | 1,2       |
| 80+         | 0,7       | 1,1       | 0,9       |

| Grup d'edat | Homes (%) | Dones (%) | Total (%) |
| ----------- | --------- | --------- | --------- |
| 0-14        | 46,2      | 41,6      | 43,9      |
| 15-64       | 48,6      | 52,6      | 50,7      |
| 65+         | 5,2       | 5,8       | 5,4       |

## Estadístiques vitals
El registre d'esdeveniments vitals de São Tomé & Príncipe no està disponible per als últims anys. El Departament de Població de les Nacions Unides ha preparat les següents estimacions.
| Període | Nascuts viues per any | Morts per any | Canvi natural per any | CBR* | CDR* | NC*  | TFR* | IMR* |
| --- | --------------------- | ------------- | --------------------- | ---- | ---- | ---- | ---- | ---- |
| 1950-1955 | 3 000                 | 1 000         | 2 000                 | 47.7 | 21.0 | 26.7 | 6.20 | 124  |
| 1955-1960 | 3 000                 | 1 000         | 2 000                 | 47.7 | 18.5 | 29.2 | 6.20 | 112  |
| 1960-1965 | 3 000                 | 1 000         | 2 000                 | 47.0 | 16.8 | 30.1 | 6.30 | 99   |
| 1965-1970 | 3 000                 | 1 000         | 2 000                 | 42.7 | 13.1 | 29.6 | 6.40 | 88   |
| 1970-1975 | 3 000                 | 1 000         | 2 000                 | 40.7 | 13.2 | 27.6 | 6.52 | 80   |
| 1975-1980 | 4 000                 | 1 000         | 3 000                 | 41.1 | 11.0 | 30.1 | 6.50 | 70   |
| 1980-1985 | 4 000                 | 1 000         | 3 000                 | 40.4 | 11.5 | 28.9 | 6.24 | 66   |
| 1985-1990 | 4 000                 | 1 000         | 3 000                 | 38.8 | 10.7 | 28.1 | 5.66 | 63   |
| 1990-1995 | 5 000                 | 1 000         | 3 000                 | 37.0 | 9.8  | 27.1 | 5.16 | 61   |
| 1995-2000 | 5 000                 | 1 000         | 4 000                 | 35.9 | 9.2  | 26.7 | 4.80 | 58   |
| 2000-2005 | 5 000                 | 1 000         | 4 000                 | 34.8 | 8.8  | 26.0 | 4.34 | 55   |
| 2005-2010 | 5 000                 | 1 000         | 4 000                 | 32.4 | 8.2  | 24.2 | 3.85 | 52   |
| * CBR = taxa bruta de natalitat (per 1.000); CDR = taxa bruta de mortalitat (per 1.000); NC = canvi natural (1000); IMR = mortalitat infantil per cada 1.000 naixements; TGF = taxa global de fecunditat (nombre de fills per dona) |                       |               |                       |      |      |      |      |      |

Naixements i morts
| Any  | Població | Naixements vius | Defuncions | Natural increase | Taxa bruta de natalitat | Taxa bruta de mortalitat | Taxa de creixement natural | TFR |
| ---- | -------- | --------------- | ---------- | ---------------- | ----------------------- | ------------------------ | -------------------------- | --- |
| 2012 |          | 5 173           | 1 287      | 3 886            | 27,6                    | 6,9                      | 20,7                       |     |

### Taxa de Fertilitat (The Demographic Health Survey)[4]
Taxa de fertilitat (TFR) (Taxa de fecunditat desitjada) i CBR (Taxa bruta de natalitat):
| Any       | CBR (Total) | TFR (Total) | CBR (Urbana) | TFR (Urbana) | CBR (Rural) | TFR (Rural) |
| --------- | ----------- | ----------- | ------------ | ------------ | ----------- | ----------- |
| 2008-2009 | 34,5        | 4,9 (3,3)   | 32,4         | 4,4 (3,0)    | 36,7        | 5,5 (3,7)   |

## Estadístiques demogràfiques CIA World Factbook
Les següents són les estadístiques demogràfiques de la CIA World Factbook, llevat que s'indiqui el contrari.

### Ràtio de sexes
en naixements:
1.03 home(s)/dona

menys de 15 anys:
1.03 home(s)/dona

15–64 anys:
0.93 home(s)/dona

65 anys i més:
0.84 home(s)/dona

població total:
0.97home(s)/dona (2000 est.)

### Esperança de vida en néixer
població total:
65.25 anys

home:
63.84 anys

dona:
66.7 anys (2000 est.)

### Grups ètnics
Mestiços, angolares (descendents d'esclaus d'Angola), forros (descendents d'esclaus alliberats), serviçais (treballadors contractats d'Angola, Moçambic i Cap Verd), tongas (fills de serviçais nascuts a les illes) i europeus (principalment portuguesos)

### Religions
Cristians 97% (catòlics, evangèlics, adventistes), musulmans 2%.

### Llengües
Portuguès (oficial)

### Alfabetització
definició:
Majors de 15 anys que poden llegir i escriure

població total:
73%

homes:
85%

Dones:
62% (1991 est.)